# Вооружённые силы ЦАР
Вооружённые силы Центральноафриканской Республики (фр. Forces Armées Centrafricaines, сокращённо FACA) — вооружённая организация, предназначенная для защиты государственных границ и населения Центральноафриканской Республики.
Вооружённые силы созданы после получения независимости от Франции в 1960 году. В настоящий момент являются одними из самых слабых государственных вооружённых сил в мире и напрямую зависят от международной поддержки. Бюджет в 2004 году составлял 15 миллионов долларов США. Организация комплектуется по призыву, сроком на два года.

## История

### 1960—1980 года
Вооружённые силы созданы с обретением независимости в 1960 году новым президентом Давидом Дако. 1 января 1966 года начальник Генштаба Вооружённых сил ЦАР полковник Жан Бедель Бокасса, поддержанный армией, осуществил государственный переворот («путч дня Святого Сильвестра») и отстранил от власти своего двоюродного брата и президента государства Давида Дако от власти. 4 декабря 1976 года было объявлено об упразднении Центральноафриканской Республики и провозглашении Центральноафриканской империи. В 1979 году войска приняли участие в подавлении восстания, которое привело к свержению власти Бокассы французскими вооружёнными силами (Операция «Барракуда») и прекращению существованию Центральноафриканской Империи. К власти в государстве вновь пришёл Давид Дако, который вернул республиканский строй и должность президента государства. Однако, проводимая им внутренняя политика привела к антиправительственным выступлениям, и 1 сентября 1981 года, в результате путча под руководством генерала Андре Колингба, Дако был свергнут. Колингба и занял должность президента Центральноафриканской Республики, а также председателя Военного комитета национального возрождения. При Колингбе армия комплектовалась на основе административного найма, придерживаясь этнической принадлежности. Представители народа якома получили все ключевые должности в администрации и составляли основу военных.

### 1990-е года
В 1993 году Анж-Феликс Патассе стал первым президентом в государстве, пришедшем к власти путём демократических выборов. Во время армейских мятежей 1996 и 1997 годов он получил военную помощь от Франции а также создал подконтрольное себе ополчение из выходцев племён я гбая сара и каба. За время своего второго президентского срока, потеряв поддержку как внутри страны, так и Франции, прибегнул к помощи ливийского лидера Каддафи и отрядов Жан-Пьера Бембы из Демократической Республики Конго.

### 2000-е года

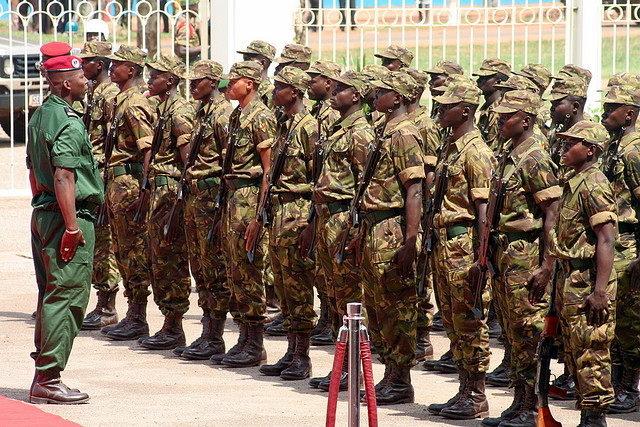
Семинар по реформе сектора безопасности проходил в Банги с 14 по 17 апреля 2008 года. В течение этих четырех дней все основные участники сектора безопасности обсудили ситуацию в стране и предложили серию реформ для повышения безопасности в Центральноафриканской Республике. В заключительной речи Президент и Правительство ЦАР обязались следовать рекомендациям семинара и получили поддержку двусторонних и международных партнеров.

В 2001 году глава Генштаба Вооружённых сил генерал Франсуа Бозизе поднял восстание. В 2002 году для подавления мятежа были отправлены правительственные войска и 1000 бойцов Бембы. Каддафи выслал войска только в обмен на 99-летнюю монополию по добыче алмазов, золота и других полезных ископаемых в ЦАР. Зародившийся мятеж был подавлен, но отличились отряды Бембы, учинив разграбление и серьёзные разрушения в столице страны и даже вступили в открытое противостояние с правительственными войсками, оттеснив их почти к границе с Чадом. На следующий год Бозизе вновь выступил против власти и в марте 2003 года захватил резиденцию. В результате этого переворота разгорелась гражданская война и в страну были введены войска ООН. В 2005 году в ходе голосования во втором туре выборов победу одержал Бозизе. В 2007 году был достигнут ряд договорённостей с большинством повстанцев, тем сам был положен конец гражданской войны. Но сами группировки разоружены не были и они фактически сохранили свой контроль над территориями, как следствие правительство не контролировало территорию страны полностью. Через неконтролируемы границы с ДРК, Угандой и Суданом, где шли локальные конфликты бесконтрольно поступало оружие, а также вторгались вооруженные отряды, грабившие посёлки.

### 2010-е года

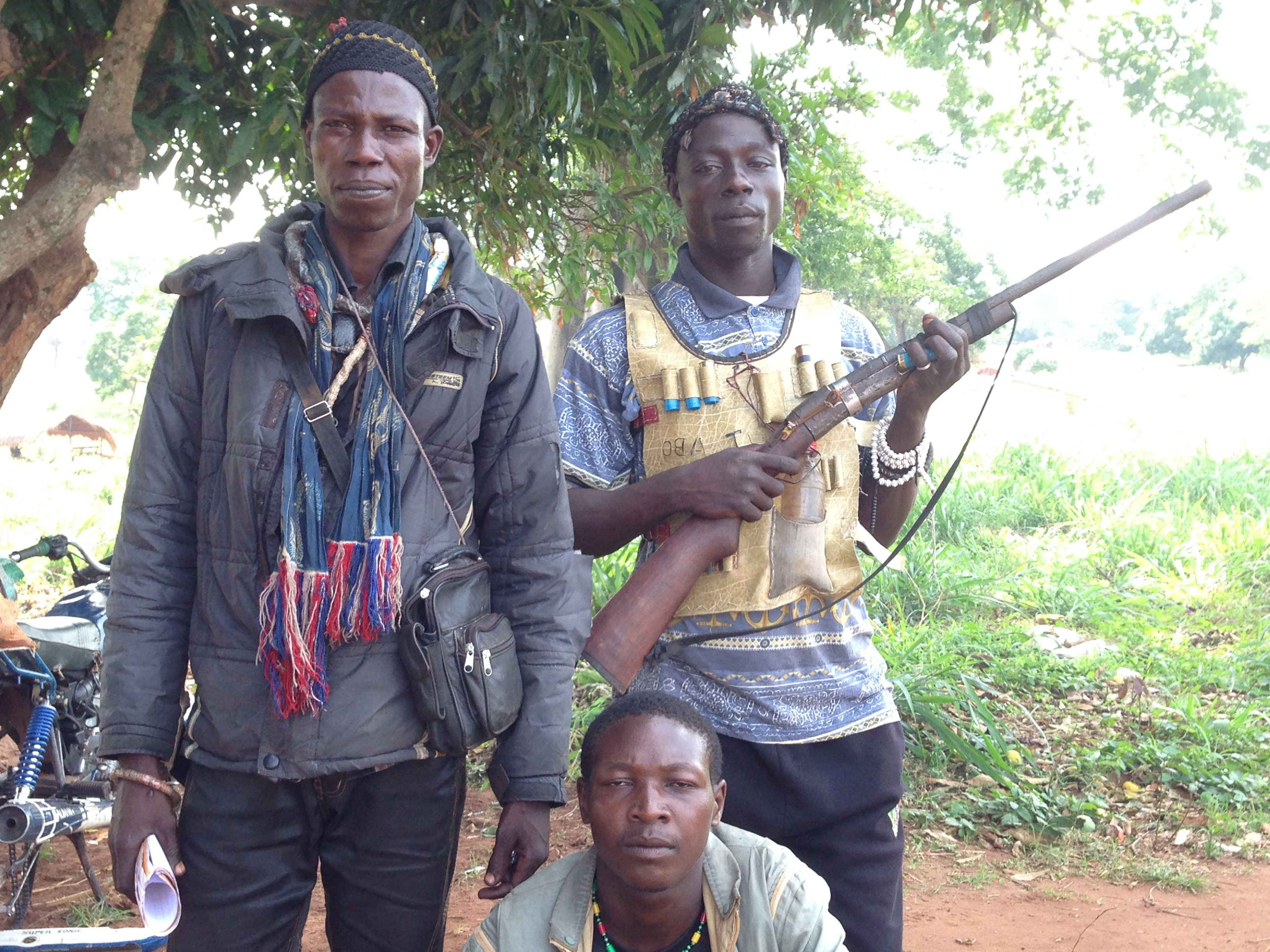
Бойцы Антибалаки.

В 2011 году Бозизе был переизбран. И уже на следующий год вспыхнуло противостояние между мусульманами из «Селека» и христианами «Антибалака». 11 января 2013 года в Либревиле (Габон) было подписано соглашение о прекращении огня. Но 24 марта боевики повстанческой коалиции «Селека» захватили президентский дворец в Банги, вынудив Бозизе бежать в Камерун. Лидер повстанцев Мишель Джотодиа провозгласил себя президентом. 10 января 2014 года Джотодия добровольно сложил с себя полномочия президента, так как страну захлестнула волна насилия, с которой не смог справиться и бежал в Бенин. До 2014 года вооружение было, в основном, французского, советского и китайского происхождения. После смены ряда глав переходного правительства, страну возглавляет с 2016 года Фостен-Арканж Туадера. В декабре 2017 года Россия и Центральноафриканская Республика заключили военное соглашение.
В 2018 году Россия предоставила в качестве помощи 5200 автоматов Калашникова, 840 пулемётов Калашникова, 270 переносных гранатомётов и 900 пистолетов Макарова. США передали ВС ЦАР 57 автомобилей повышенной проходимости Toyota Hilux 8 поколения
В октябре 2019 года на саммите в Сочи прошла встреча президентов ЦАР и России, где Фостен-Арканж Туадера попросил у Владимира Путина оказать военную помощь и приложить усилия для снятия международного эмбарго. Также в октябре началось возвращение беженцев в ЦАР из Камеруна. Всего из этой страны готовы вернуться на родину около 6000 человек.
15 ноября 2019 года ООН продлил мандат миротворческих сил в Центральноафриканской Республике на один год. Продление мандата произошло после того, как правительство и 14 вооруженных групп подписали в феврале и подтвердили в сентябре мирное соглашение в Хартуме. Миссия MINUSCA может иметь в своем составе до 11 650 солдат и 2 080 полицейских. Миссия также уполномочена содействовать организации президентских, законодательных и местных выборов. 20 декабря организация «Врачи без границ» приостановила свою деятельность в Банги после задержания своих четырёх сотрудников службой безопасности ЦАР. 
В 20-х числах декабря возобновились боестолкновения между двумя вооружёнными группировками (Народный фронт за возрождение Центральноафриканской Республики и Движение освободителей за Центральноафриканскую Республику) близ города Ам Дафок на границе с Суданом за контроль над этим городом, через который проходят контрабандные поставки оружия и прочих товаров из Судана.

### 2020-е года
7 января 2020 года Национальная полиция (Силы внутренней безопасности ISF) возобновила патрулирование в районе PK5 в Банги. С 2014 года торговый район PK5, где во время столкновений группировок Селека и Антибалака нашли убежище многие мусульмане из Банги, контролировался различными вооружёнными группировками. Это произошло спустя 20 месяцев после того как в апреле 2018 года была предпринята неудачная операция по зачистке данного района от вооружённых формирований.
В 2020 году Россия поставила в вооружённые силы ЦАР 20 БРДМ-2 на безвозмездной основе, в качестве помощи против банд террористов, действующих в ЦАР.

## Структура
- Органы военного управления.

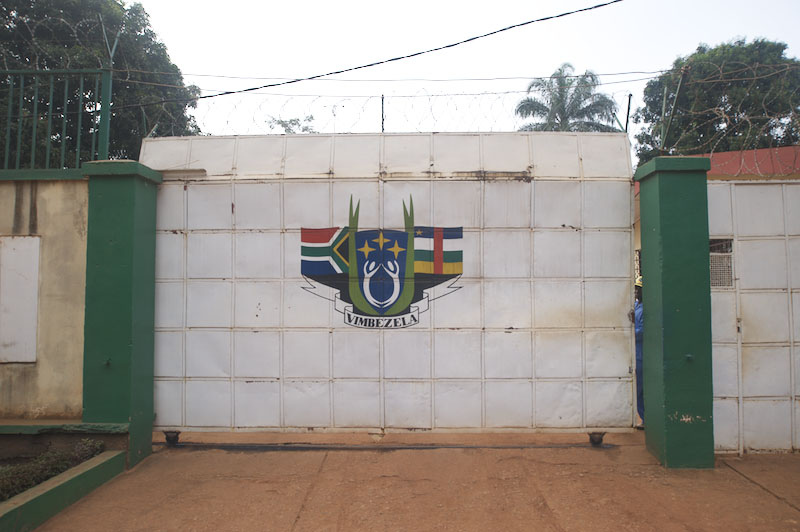
Эмблема на совместной базе ВС ЦАР и ВС ЮАР «Vimbezela» в Банги

- Сухопутные войска — численность около 2 000 человек. На вооружении находится некоторое количество бронетехники, артиллерийских систем и стрелковое оружие.
  - Силы речного десанта (в составе сухопутных войск) — численность неизвестна. На вооружении несколько надувных катеров с полужёстким корпусом.
- Республиканская гвардия — численность около 1 000 человек, является частью вооружённых сил, но входят в структуру Министерства внутренних дел. На вооружении стрелковое оружие.
- Национальная полиция — численность неизвестна.
- Военно-воздушные силы (фр. Force Aérienne Centrafricaine — численность около 150 человек. На вооружении лёгкие транспортные самолёты и многоцелевые вертолёты.
- Союзный контингент — на территории страны находятся войска для поддержания спокойствия в стране и предотвращения новой гражданской войны.

## Министры обороны
- 1966—1977 Жан-Бедель Бокасса (одновременно занимал должности: президента, председателя правительства, министра национальной обороны, министра информации и председателя партии Движение социальной эволюции Черной Африки)
- 1977—1979 должность была упразднена на время того, как Жан-Бедель Бокасса объявил себя императором
- 1979—1979 Франсуа Бозизе
- 1979—1981 Андре Колингба
- 2018—2021 Мари Ноэль Койяра (Государственный министр национальной обороны, ветеранов, жертв войны и восстановления армии ЦАР)
- 2021—н.в. Клод Рамо Биро (Государственный министр национальной обороны и реконструкции армии)[21].

## Начальники Генерального штаба
- 1960—1966 Жан-Бедель Бокасса (начальник военного кабинета (Генеральный штаб))
- 1981—1981 Андре Колингба

## Сухопутные войска

### Техника и вооружение сухопутных войск
На 2019 год сухопутные войска насчитывают около 7 000 человек. Сформирован один пехотный батальон.
| Фото                             | Тип                  | Описание                              | Количество   | Примечания                                                              |
| Бронетехника                     | Бронетехника         | Бронетехника                          | Бронетехника | Бронетехника                                                            |
| -------------------------------- | -------------------- | ------------------------------------- | ------------ | ----------------------------------------------------------------------- |
|                                  | БРДМ-2               | Боевая разведывательная машина        | 21           | По состоянию на 2021 год                                                |
|                                  | Ratel-90             | Боевая машина пехоты                  | 18           | По состоянию на 2021 год                                                |
|                                  | Acmat TPK 420 VBL    | Бронетранспортёр                      | н.д.         | Используются Национальной гвардией и полицией. Всего было поставлено 25 |
| Буксируемая и возимая артиллерия |                      |                                       |              |                                                                         |
|                                  | М-1943               | 120-мм миномёт                        | н.д.         | По состоянию на 2021 год                                                |
|                                  | Mortier modèle 27/31 | 81-мм миномёт                         | н.д.         | По состоянию на 2021 год                                                |
| Противотанковые средства         |                      |                                       |              |                                                                         |
|                                  | М40                  | 106-мм безоткатное орудие             | н.д.         | По состоянию на 2021 год                                                |
|                                  | / РПГ-7              | Ручной противотанковый гранатомёт     | > 300        |                                                                         |
| Автомобильная техника            |                      |                                       |              |                                                                         |
|                                  | Toyota Hilux         | Автомобиль повышенной проходимости    | 57           | По состоянию на 2018 год                                                |
|                                  | Dongfeng CSK-131     | Автомобиль повышенной проходимости    | 12           | По состоянию на 2018 год                                                |
| Плавсредства сухопутных войск    |                      |                                       |              |                                                                         |
|                                  | Sillinger 650 Rafale | Надувной катер с полужёстким корпусом | н.д.         | По состоянию на 2018 год                                                |

Стрелковое оружие

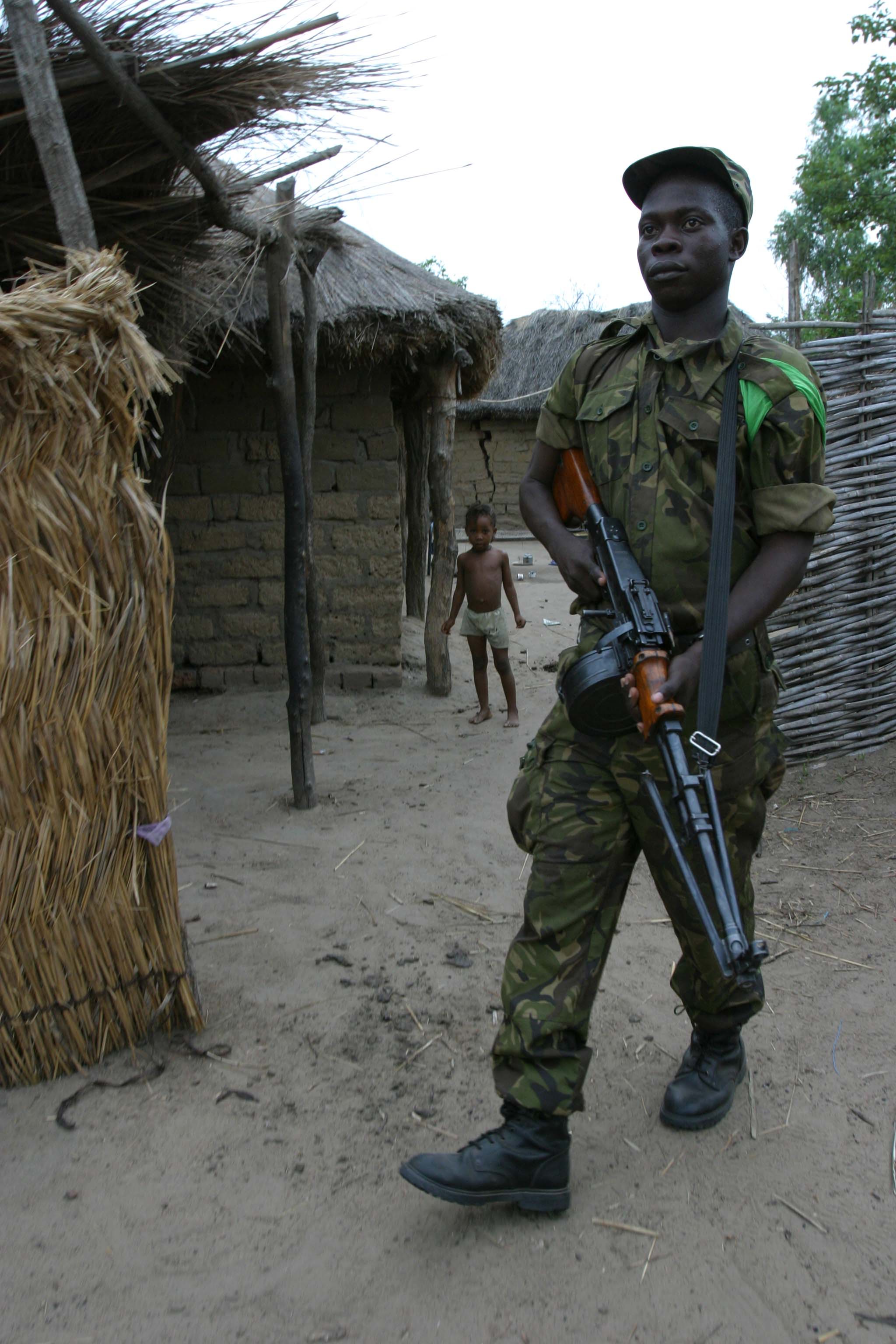
Солдат ВС ЦАР с ручным пулемётом Дегтярёва во время патрулирования улиц Бирао

- 40-мм ручной револьверный гранатомёт 6Г30
- 12,7-мм крупнокалиберный пулемёт ДШК
- 12,7-мм крупнокалиберный пулемёт Browning M2HB
- 9-мм пистолет-пулемёт MAT-49 SMG
- 9-мм пистолет-пулемёт IMI Uzi
- 9-мм пистолет Макарова
- 7,62-мм пулемёт РПД
- / 7,62-мм пулемёт ПКМ
- 7,62-мм пулемёт FN MAG
- 7,62-мм автомат АК-47
- 7,62-мм автомат АКМ
- 7,62-мм автомат Тип 56
- 7,62-мм автоматическая винтовка FN FAL 50-00
- 7,62-мм автоматическая винтовка HK G3
- 7,5 винтовка MAS-36
- 5,56-мм автомат IMI Galil
- 5,56-мм автоматическая винтовка M16A1
- 5,45-мм АК74

| Фото                             | Тип             | Описание                                            | Количество | Примечания |
| -------------------------------- | --------------- | --------------------------------------------------- | ---------- | --- |
|                                  | Т-55            | Основной боевой танк                                | 4          | Оцениваются как небоеспособные по состоянию на 2019 год                                                                        |
|                                  | OT-90           | Бронетранспортёр                                    | 3          | С 2016 года нет информации, возможно потеряны во время вооружённых конфликтов.                                                 |
|                                  | БТР-152         | Бронетранспортёр                                    | 4          | Оцениваются как небоеспособные, по состоянию на 2019 год                                                                       |
|                                  | Renault VAB-VTT | Бронетранспортёр                                    | 10         | Оцениваются как небоеспособные, по состоянию на 2019 год                                                                       |
|                                  | Ferret          | Бронеавтомобиль                                     | 8          | Оцениваются как небоеспособные, по состоянию на 2019 год                                                                       |
| Буксируемая и возимая артиллерия |                 |                                                     |            | |
|                                  | Тип 93          | 130-мм возимый реактивный миномёт                   | н/д        | С 2016 года нет информации, возможно потеряны во время вооружённых конфликтов.                                                 |
|                                  | Тип 93          | 60-мм миномёт                                       | н/д        | С 2016 года нет информации, возможно потеряны во время вооружённых конфликтов.                                                 |
|                                  | ЗПУ-4           | 14,5-мм зенитная пулемётная установка               | н/д        | С 2016 года нет информации, возможно потеряны во время вооружённых конфликтов.                                                 |
|                                  | ЗПУ-2           | 14,5-мм зенитная пулемётная установка               | н/д        | С 2016 года нет информации, возможно потеряны во время вооружённых конфликтов.                                                 |
|                                  | ЗПУ-1           | 14,5-мм зенитная пулемётная установка               | н/д        | С 2016 года нет информации, возможно потеряны во время вооружённых конфликтов.                                                 |
| Противотанковые средства         |                 |                                                     |            | |
|                                  | BGM-71 TOW      | 152-мм противотанковый ракетный комплекс            | 10 ПУ      | С 2016 года нет информации, возможно потеряны во время вооружённых конфликтов.                                                 |
|                                  | / MILAN         | 115-мм переносной противотанковый ракетный комплекс | 10 ПУ      | С 2016 года нет информации, возможно потеряны во время вооружённых конфликтов.                                                 |
|                                  | LRAC F1         | Ручной противотанковый гранатомёт                   | н.д.       | В 1981—1983 годах было получено 100 комплексов. С 2016 года нет информации, возможно потеряны во время вооружённых конфликтов. |
| Плавсредства сухопутных войск    |                 |                                                     |            | |
|                                  | PBR             | Речной патрульный катер                             | 9          | Состояние не известно, возможно уничтожены, по состоянию на 2019 год                                                           |

## Международные миссии
На территории страны в разное время размещались вооружённые международные миссии по поддержке мира в Центральноафриканской Республике.
| Название миссии                                                                | Организация                                        | Дата                         | Состав | Задачи |
| ------------------------------------------------------------------------------ | -------------------------------------------------- | ---------------------------- | --- | --- |
| Объединённая Африканская миссия                                                | Буркина-Фасо · Габон · Мали · Сенегал · Того · Чад | Февраль 1997 — апрель 1998   | 820 | Контроль за выполнением Бангийских соглашений |
| Миссия ООН в Центральноафриканской Республике                                  | ООН                                                | Апрель 1998 — февраль 2000   | > 1350 | Поддержание мира и безопасности; контроль разоружения; техническая помощь во время выборов 1998 года |
| Бюро политики ООН по делам народов (Бонука)                                    | ООН                                                | Февраль 2000 — 1 января 2010 | 6 полицейских и 5 советников военной полиции при поддержке Управления ООН по комплексному миростроительству. | Контроль за реформами в сфере безопасности и реализации национальных программ подготовки полицейских. А также консультации в сфере укрепление мира и национального примирения, демократических институтов, международной мобилизации для национального и экономического восстановления. |
| Community of Sahel–Saharan States Сообщество сахельских и сахарских государств | Буркина-Фасо · Ливия · Мали · Нигер · Судан · Чад  | Декабрь 2001 — январь 2003   | 300 | Восстановление и поддержание мира и порядка |
| Многонациональные силы в Центральноафриканской Республике                      | Экономическое сообщество стран Центральной Африки  | Январь 2003 — июль 2008      | 380 | Обеспечение безопасности, борьба с повстанцами на северо-востоке |
| MICOPAX Миссия по укреплению мира в Центральноафриканской Республике           | ООН                                                | июль 2008 — 2013             | | Миротворческая операция в Центральноафриканской Республике, возглавляемая ECCAS |
| MINUSCA Миссия по восстановлению ВС Центральноафриканской Республики           | ООН                                                | 2014 — н.в.                  | до 11 650 солдат и 2080 полицейских                                                                          | Подготовка солдат в Европейском союзе (миссия EUTM) и с помощью российских военных инструкторов непосредственно в военных базах ЦАР. |

## Военно-воздушные силы

Эмблема ВВС ЦАР

Персонал ВВС на 2019 год насчитывает 150 человек. Техника ВВС ЦАР по состоянию на сентябрь 2020 года:
- BN-2 Islander — 2
- Aérospatiale AS.350 Écureuil — 1

## Образ в культуре
- Турист (фильм, 2021)